# 1A busz (Szigetvár)
A szigetvári 1A jelzésű autóbusz az 1-es busz kibővített változata, az Autóbusz-állomás és a Táncsics lakótelep között közlekedik a Szent István lakótelep I. érintésével. Korábban 7-es jelzéssel közlekedett. A járatot a Volánbusz üzemelteti.

## A többi 1-es

### Jelenleg
1-es: Alapjárat, az Autóbusz-állomás és a Szent István lakótelep I. között.

1A: Az 1-es kibővített változata, az Autóbusz-állomás és a Táncsics Mihály utca között. Korábban 7-es jelzéssel közlekedett.

### Régi 1-es
1-es: A mai 1-es-sel teljesen megegyezett, ritkább követéssel.

1A: Az Autóbusz-állomás - Kórház útvonalon közlekedett.

1B: A Kórház - Autóbusz-állomás útvonalon közlekedett.

## Útvonala
| Autóbusz-állomás → Táncsics Mihály utca | Táncsics Mihály utca → Autóbusz-állomás |
| --- | --- |
| - Autóbusz-állomás - Istvánffy Miklós utca - Almáspatak utca - Széchenyi utca - Bajcsy-Zsilinszky utca - Szent István lakótelep - Bajcsy-Zsilinszky utca - Görösgali utca - Táncsics Mihály utca | - Táncsics Mihály utca - Görösgali utca - Bajcsy-Zsilinszky utca - Szent István lakótelep - Bajcsy-Zsilinszky utca - Széchenyi utca - Almáspatak utca - Istvánffy Miklós utca - Autóbusz-állomás |

## Megállóhelyei
| 0  | Autóbusz-állomás induló végállomás | 1, 2, 2A Helyközi és távolsági autóbuszok Gyékényes–Pécs-vasútvonal | Autóbusz-állomás, Vasútállomás, Középiskola, Piac |
| 1  | Almáspatak                         |                                                                     | Tesco, Lidl, SPAR                                 |
| 4  | Konzervgyár                        |                                                                     | Óvoda                                             |
| 5  | Malom                              |                                                                     | Farmerek piactere, JYSK                           |
| 6  | Somogyapáti elágazás               |                                                                     |                                                   |
| 9  | Szent István lakótelepi iskola     |                                                                     | Általános iskola                                  |
| 10 | Kórház                             |                                                                     | Szigetvári Városi Kórház                          |
| 11 | Szent István lakótelep I.          | 1                                                                   |                                                   |
| 12 | Szent István lakótelep II.         |                                                                     |                                                   |
| 13 | Bajcsy-Zsilinszky utca 45.         |                                                                     |                                                   |
| 15 | Bem utca                           |                                                                     |                                                   |
| 17 | Táncsics lakótelep                 |                                                                     |                                                   |
| 19 | Tömpe János utca                   |                                                                     |                                                   |
| 22 | Somogyapáti elágazás               |                                                                     |                                                   |
| 24 | Kórház                             |                                                                     | Szigetvári Városi Kórház                          |
| 25 | Szent István lakótelep I.          | 1                                                                   |                                                   |
| 26 | Szent István lakótelep II.         |                                                                     |                                                   |
| 27 | Bajcsy-Zsilinszky utca 45.         |                                                                     |                                                   |
| 29 | Malom                              |                                                                     | Farmerek piactere, JYSK                           |
| 30 | Konzervgyár                        |                                                                     | Óvoda                                             |
| 33 | Almáspatak                         |                                                                     | Tesco, Lidl, Spar                                 |
| 34 | Autóbusz-állomás érkező végállomás |                                                                     |                                                   |